# Hamburger Kindertheaterpreis
Der Hamburger Kindertheaterpreis wurde 2007 von der Hamburgischen Kulturstiftung in Kooperation mit der Gesellschaft Harmonie 1789 ins Leben gerufen und wird seitdem alle zwei Jahre vergeben.
Mit dem Theaterpreis werden herausragende Produktionen der freien Kindertheaterszene Hamburgs ausgezeichnet, die neue künstlerische Impulse setzen sowie durch Originalität und Qualität überzeugen. Ziel des Preises ist es, die professionelle, freie Hamburger Kindertheaterszene zu fördern sowie ihre Profilierung im überregionalen und internationalen Vergleich zu unterstützen.

## Vergabe und Dotierung
Über die Preisvergabe entscheidet eine dreiköpfige Jury aus Vertretern von Kulturjournalismus, Geschäftsführern und künstlerischen Leitern Hamburger Theater. Stifter des Preises sind das Ehepaar Berit und Rainer Baumgarten, die Hildegard-Sattelmacher-Stiftung und Erica Arenhold. Der erste Preis ist mit 7500 Euro dotiert; außerdem werden zwei weitere Produktionen mit 2000 bzw. 1000 Euro gewürdigt (Stand: 2024). Die Verleihung findet im St. Pauli Theater statt.

## Die bisherigen Preisträger
- 2007

1. Theater Triebwerk – „Das klingt verdächtig“
2. Theater Fata Morgana – „Die Reise nach Brasilien“
3. kirschkern Compes & Co. – „Anton und die Mädchen“

- 2009

1. Max Eipp – „Huck Finn“
2. Theater Brekkekekex – „TempoTempo!“
3. Ambrella Figurentheater – „Die Stadtmaus und die Landmaus“

- 2011

1. kirschkern Compes & Co. – „Tri Tra Trullala – Kasperl Melchior Balthasar“
2. Theatergruppe Fata Morgana – „Arthur und Merlin“
3. Theater Triebwerk – „Die Erde ist rund“

- 2013

1. Theater Triebwerk – „Jo im roten Kleid“
2. Vierhuff Theaterproduktionen – „Gummi-Tarzan“
3. Theaterbox – „Edels Garten“

- 2015[1][2]

1. Theater am Strom – „Immer weiter“
2. kirschkern Compes & Co. – „Dr. Brumm kommt in Fahrt“
3. Die Azubis – „Vom Schatten und vom Licht“

- 2017[3]

1. Die Azubis – „Das Böse“
2. Theaterbox – „Lucie und die Traumwanderer“
3. Theater Fata Morgana – „Snick un Waal“

- 2019[4][5]

1. Teresa Hofmann (Choreografin) – „Die Welt steht pfoK“
2. Theater Mär – „Und wir flogen tausend Jahre“
3. Theater Fata Morgana – „Wenn ich groß bin“

- 2021[6]

1. Kollektiv Die Neue Kompagnie für die Videoperformance „Grusel Grusel“
2. Barbara Schmidt-Rohr und Helen Schröder für die Multimedia-Performance „Steinstaub“
3. Theater am Strom für die Produktion „Neuland“

- 2023[7]

1. Theater Kormoran – „Achtung! Bau:Stille!“
2. Ursina Tossi und Excessive Showing – „Fux“
3. Dorothee de Place und Kai Fischer – „Fritzi hat kein Ende“

- 2025

1. Regina Rossi – Audiowalk „Polipolis“
2. sagener_hoffmann – Tanztheaterstück „Um die Ecke“
3. kirschkern Compes & Co. – „Wohin mit dem Elefanten?“